# Szanaht
Szanaht (ur.: kb. i. e. 2686 – i. e. 2668) ókori egyiptomi fáraó volt, a II. dinasztia végén vagy a III. dinasztia elején. Nevének jelentése Erős védelmező. 

## Uralkodása
Vitatott és kérdőjeles pontja az egyiptológiának. Szereh-keretbe írt neve egy relieftöredéken Vádi-Magharában került elő, ezért uralkodásának ténye valószínűleg nem vitatható. Személyét azonban sokféleképp próbálják azonosítani:
1. Haszehemui és Nimaathapi idősebb fia, Dzsószer testvére;
2. Haszehemuit követő trónbitorló, aki Nimaathapi feleségül vételével nyerte el a trón jogát;
3. Azonos Dzsószerrel;
4. Csak Alsó-Egyiptomban uralkodó, esetleg Haszehemuival és Dzsószerrel hadilábon álló trónkövetelő, talán épp a rejtélyes Uneg;
5. Egyes vélemények szerint Dzsószer volt az alsó-egyiptomi és csak Szanaht Haszehemui jogos örököse;
6. III. dinasztia egy későbbi uralkodója, aki esetleg Nebka néven is ismert;
7. Haszehemui északi legyőzője, Dzsószer valódi apja, aki erőszakkal vette el Nimaathapit.

Szanaht északi származásának feltevése leegyszerűsíti annak megértését, hogy a III. dinasztia miért költözött északra, közelebbről Ineb Hedzs városába, és miért temetkeztek a későbbiekben Szakkarában, ahol korábban csak az északi főemberek temetője volt.
Ugyanakkor a Szanaht-Dzsószer apa-fiú viszony nehezen magyarázható azon tény mellett, hogy Szanaht sírja nem ismert, sőt esetleg Dzsószer Szanaht sírépítményét sajátította ki és építette tovább lépcsős piramissá. A 2000-es években feltártak egy 1902 óta ismert 50 méter hosszú masztabát Abüdosz környékén, amelyet egyesek Szanaht nyughelyének tekintenek. A sírból előkerült a tulajdonos csontváza is, aki 1,86 m, mintegy 25 cm-rel magasabb volt a kor átlagánál. Az alsó állkapocscsont egy túlnövekedéses betegség enyhe formájára utal.
Szanahtot Nabil Swelim a manethóni Meszókhrisz névvel azonosítja. Mások Dzsószer bátyját látják benne. Van egy abüdoszi piramis is, amely kis méretű ugyan, de 330×170 méteres elkerített körzetben áll, esetleg ez is lehet Szanaht sírja.

## Titulatúra
A fáraók titulatúrájának magyarázatát és történetét lásd az Ötelemű titulatúra szócikkben.
| G5 |

| G5 |

| T3 | N35 · M3 |

| T3 | N35 · M3 |

| T3 | N35 · M3 |

| T3 | N35 · M3 |

| G5 |

| G5 |

| T3 | N35 · M3 |

| T3 | N35 · M3 |

| T3 | N35 · M3 |

| T3 | N35 · M3 |